# Jorge Silva Vieira
Jorge Silva Vieira (Río de Janeiro , 18 de julio de 1934 - Río de Janeiro, 24 de julio de 2012) fue un futbolista y entrenador de fútbol brasileño, que jugó como defensa lateral derecho.

## Trayectoria
Ídolo del Madureira Esporte Clube, Vieira comenzó su carrera en aquel equipo en la década de los 50's. Terminó su carrera en 1960, a la edad de 26 años y se convirtió en entrenador de América de Río en el mismo año, se coronó en el Campeonato Carioca en su primer trabajo como directo técnico. Del mismo modo, llevó Galicia CE al título del Campeonato Baiano en 1968. En 1976 fue parte del cuerpo técnico del Curitiba cuando este fue el triunfador del Campeonato Paranaense y en su debut internacional en la Copa Libertadores 1985. También fue ganador del Campeonato Paulista con Corinthians en 1979 y 1983, en el tiempo en el que en el equipo figuraba el célebre Sócrates. En el Campeonato Brasileño de Serie A su mayor éxito sería el subcampeonato del certamen en 1978 dirigiendo a Palmeiras.
En Brasil también dirigió a Vitória, Botafogo y Fluminense. En el plano internacional ya había dirigido en el extranjero cuando apenas comenzaba su carrera, esto en 1965-66 siendo entrenador del Belenenses de la Primera División de Portugal , conduciéndoles hasta el séptimo lugar del campeonato. En 1985 asumió la dirección técnica de la selección nacional de Irak, logrando la histórica clasificación a la Copa del Mundo México 1986, sin embargo ya no llegó a dirigir en dicho certamen.
En noviembre de 1987 fue contratado como director técnico del Club América en México, como sustituto del cesado entrenador Vicente Cayetano Rodríguez; esto apenas en la jornada 10 del torneo 1987-88. En esa primera campaña el equipo concluyó como líder general de la competencia y obtuvo el cetro de liga luego de vencer en la final a Pumas de la UNAM con global 4-2. Posteriormente ganaría el trofeo de Campeón de Campeones 1987-88 venciendo al campeón de Copa, el Puebla. En la siguiente campaña refrendaría ambos títulos venciendo a Cruz Azul en la final de la liga 1988-89 con global 5-4; y a Toluca en el Campeón de Campeones 1988-89. Saldría del equipo a la temporada siguiente luego que, a pesar de concluir como líder general, cayera eliminado en semifinales frente a U de G. En 1990-91 llegó para dirigir a Puebla y luego en la campaña 93-94 entrenar a los Tigres de la UANL, aunque su último equipo en el fútbol mexicano fue el Toros Neza en el Invierno 99 durante nueve encuentros.

## Palmarés

### Como entrenador

#### Campeonatos regionales
| Título              | Club        | Sede   | Año  |
| ------------------- | ----------- | ------ | ---- |
| Campeonato Carioca  | América FC  | Brasil | 1960 |
| Campeonato Paulista | Corinthians | Brasil | 1979 |
| Campeonato Paulista | Corinthians | Brasil | 1983 |

#### Campeonatos nacionales
| Título               | Club    | Sede   | Año     |
| -------------------- | ------- | ------ | ------- |
| Primera División     | América | México | 1987-88 |
| Campeón de Campeones | América | México | 1987-88 |
| Primera División     | América | México | 1988-89 |
| Campeón de Campeones | América | México | 1988-89 |